# 張皇后 (弘治帝)
張皇后（ちょうこうごう）は、明の弘治帝の皇后。孝康敬皇后（こうこうけいこうごう）、あるいは孝成敬皇后（こうせいけいこうごう）と諡された。

## 生涯
河間府興済県の人。太学生の張巒と金氏の長女として生まれた。成化23年（1487年）、皇太子であった朱祐樘（弘治帝）の妃に選ばれた。同年のうちに朱祐樘が即位し、皇后に立てられた。
弘治帝と宮中で民間の夫妻のように起居をともにし、父の張巒は公爵となり、2人の弟をはじめ一族は高官に抜擢され、妹も公卿に嫁いだ。一族の貪婪は激しく、多くの恨みを買うこととなったが、実際には皇后自身は気弱な人物で指図できなかったと評されている。子の正徳帝が立つと、皇太后となった。正徳5年（1510年）、慈寿皇太后と号した。
正徳帝が崩じた際、男子も兄弟もなかったので、大学士らの要求をいれ諭旨を下して、先代の叔父たちを差し置いてその子の世代（先代の従弟）の嘉靖帝を帝位に即かせた。しかし程なく、嘉靖帝の母后蒋氏（慈孝献皇后）が過度の礼遇を要求し（しまいには帝后としての格式を強奪し）、嘉靖帝から張皇后に向けて「朕は暗殺されようとしている」と憎まれた。大礼の議の後、興献王朱祐杬（嘉靖帝の実父）が皇帝に追尊され、その母妃や正妃が次々と尊奉される中、張氏はひとり皇伯母皇太后と改号され孤立した。晩年は弟らが罪に問われ獄につながれるなど、憂憤のうちに嘉靖20年（1541年）崩じた。
没後、孝康靖粛荘慈哲懿翊天賛聖敬皇后の諡が贈られた。「孝康」の諡はかつて、建文帝が嫡母の懿文太子妃常氏に贈っていたが、永楽帝により廃されていたため、嘉靖帝の意図的な「追貶」が認められる。それでも弘治帝の泰陵に合葬されている。南明において、常氏の諡号が回復されるとともに、張氏の諡号が孝成靖粛荘慈哲懿翊天賛聖敬皇后に改められた。
張后が崩じた際、流言が飛び交った。一説には嘉靖帝の母后蒋氏の死にかかわった(もしくは両者が不仲だった)ため、唐の憲宗の皇后郭氏（懿安皇后）と末路を同じくした(母后と郭氏の不仲により宣宗により殺害されたのと同様、嘉靖帝に殺害された)という。嘉靖帝の継后張氏と親類関係はないが、この件で跪いて思いとどまるよう説得しようとした継后張氏も廃されたという話がある。

## 子女
- 正徳帝朱厚㷖
- 太康公主朱秀栄 - 5歳で死去
- 蔚悼王朱厚煒 - 夭折

## 伝記資料
- 『明孝宗実録』
- 『明武宗実録』
- 『明世宗実録』